# Jody Hill
Jody Hill (Concord, 15 ottobre 1976) è un regista, produttore cinematografico e sceneggiatore statunitense.

## Biografia
È laureato presso la University of North Carolina School of the Arts.
Nel 2006 egli diresse, cosceneggiò, coprodusse e recitò come coprotagonista il suo primo film, The Foot Fist Way, basato sulla sua esperienza come cintura nera e come istruttore nella disciplina del taekwondo. Il suo film successivo, Observe and Report, con protagonista Seth Rogen, venne distribuito il 10 aprile 2009.
Hill è anche co-creatore, regista e produttore esecutivo delle serie televisive Home Box Office (HBO) Eastbound & Down e Vice Principals.

## Vita privata
Dal 2009 Hill è sposato con Collette Wolfe, attrice conosciuta durante le riprese dei suoi film Observe and Report e The Foot Fist Way.

## Filmografia

### Sceneggiatore, produttore, regista e attore cinema
- The Foot Fist Way (2006)

### Sceneggiatore e regista cinema
- Observe and Report (2009)

### Sceneggiatore, produttore e regista cinema
- A caccia con papà (The Legacy of a Whitetail Deer Hunter) (2018)